# Gare des Cabrils
La gare des Cabrils (ou de Les Cabrils) est une gare ferroviaire française de la ligne de Béziers à Neussargues, située au lieu-dit des Cabrils, sur le territoire de la commune de Roqueredonde, dans le département de l'Hérault, en région Occitanie. Elle est un maillon de la ligne Bézier > Paris via Clermont-Ferrand.
Elle est mise en service en 1874, par la Compagnie des chemins de fer du Midi et du Canal latéral à la Garonne.
C'est une halte voyageurs de la Société nationale des chemins de fer français (SNCF), desservie par des trains TER Occitanie.
Selon les années, elle est la gare la moins fréquentée de France en termes de nombre de voyageurs.

## Situation ferroviaire
Établie à 526 mètres d'altitude, la gare des Cabrils est située au point kilométrique (PK) 495,311 de la ligne de Béziers à Neussargues, entre les gares de Joncels (fermée) et de Ceilhes - Roqueredonde. C'est l'une des plus isolées de France.
Gare de passage, elle dispose d'un quai desservi par la voie unique de la ligne. Le tunnel des Cabrils, au PK 493+298, mesure près d'un kilomètre et demi. La ligne continue ensuite sur le viaduc de l'Usclade,.
En 2014, c'est une gare voyageurs d'intérêt local (catégorie C : moins de 100 000 voyageurs par an de 2010 à 2011), qui dispose d'un quai pour la voie unique.
Le trafic de la gare est constitué principalement de randonneurs et d’amoureux de la nature. Il n’y a aucune habitation à plusieurs kilomètres à la ronde, à l’exception du bâtiment de la gare lui-même, occupé par un particulier, et d’une autre maison située non loin de l’ancien pont tournant. Le nombre de voyageurs semble majoritairement composé de personnes issues des quelques communautés avoisinantes, telles que les communautés de L'Arche situées au lieu-dit La Borie noble à Joncels et La Flayssière.

## Toponymie
Le nom « Cabrils » vient du terme provençal signifiant « chèvre », évoquant la présence de caprins dans ces pâturages caussenards. C'est le nom donné au lieu-dit de la commune de Roqueredonde. 

## Histoire

### Construction
La gare des Cabrils est mise en service le 18 octobre 1874 par la Compagnie des chemins de fer du Midi et du Canal latéral à la Garonne lorsqu'elle ouvre à l'exploitation le tronçon du Bousquet-d'Orb à Millau. Elle est établie au lieu dit « des Cabrils ».
La complexité des installations, présentes et passées, ainsi que l’ampleur du site, suscitent l’étonnement compte tenu de la situation isolée de la gare, coincée entre deux versants de montagne et éloignée de toute zone habitée. Cela s’explique par la fonction technique de la gare, qui servait autrefois de terminus et de point de retournement pour les locomotives de renfort utilisées en pousse afin d’aider les trains à gravir la longue rampe entre Le Bousquet-d’Orb et Les Cabrils. Un pont tournant (aujourd’hui disparu) permettait alors aux machines de faire demi-tour.

### Évolution et aménagements
Dès l’ouverture de la ligne, la halte disposait d’un seul quai longeant la voie unique. À l’époque des locomotives à vapeur, le profil en rampe exigeait l’adjonction de machines de pousse : les trains de marchandises montaient jusqu’aux Cabrils où la locomotive auxiliaire se détachait pour redescendre chercher d’autres wagons. 
En 1905, la construction de trois cheminées d'aérage dans le tunnel des Cabrils améliorent la ventilation - la fumée des machines à vapeur était jusqu'alors problématique.
Après les années 1930, la ligne fut électrifiée (1500 V continu) – opération achevée en 1932 sur l’ensemble de la ligne des Causses – ce qui a modernisé le trafic, sans toutefois changer le rôle minimal de la halte. Progressivement, le bâtiment voyageurs des Cabrils a été fermé au public et réaffecté en habitation privée . Aucune desserte de guichet n’a jamais existé ici, et aucun aménagement moderne (pas d’automate ni d’abri sophistiqué) n’est intervenu : la halte est restée un simple point d’arrêt non géré (PANG) à accès libre, avec un abri sommaire côté quais.

### Faits marquants
Pendant la Seconde Guerre mondiale, la proximité stratégique de la ligne a fait l’objet d’actions de sabotage : dans la nuit du 25 au 26 juin 1944, des résistants font exploser des wagons chargés d’explosifs dans le tunnel des Cabrils (long de 1 425 m) pour interrompre la circulation allemande. Le tunnel est bouché pendant plusieurs semaines.
Par ailleurs, l’isolement de la halte en a fait un symbole local de la résistance au déclin ferroviaire. Une étude publiée vers 2001 décrit en termes très évocateurs l’arrêt comme « au milieu de nulle part », sans âme qui vive, envahi par la végétation . Des groupes de défenseurs de la ligne (notamment la communauté de L’Arche, établie dans la vallée voisine en 1963) ont multiplié les actions pour éviter la fermeture totale de la ligne dans les années 1970–2010 . Ainsi, en 2013, une manifestation a lieu à la gare des Cabrils pour défendre la ligne ferroviaire. Dans les années 2020, l’arrêt des Cabrils subsiste donc comme un vestige de l’âge d’or du rail, desservant ponctuellement cette partie reculée du Massif central.

### XXIesiècle
Dans les années 2020, la gare est difficile d’accès : aucun panneau de signalisation routière ne la mentionne. Un panneau “voie sans issue”, placé à un kilomètre de la station, semble décourager les automobilistes de s’y rendre. L’accès à la gare en voiture est pour le moins insolite : il faut emprunter l’emplacement d’une ancienne voie ferrée, parallèle à la voie encore en service, et se garer directement sur le quai.
Malgré cette situation atypique, la SNCF assure un entretien méticuleux du site : tonte régulière, débroussaillage, poubelles de tri, et éclairage automatique du quai. Pour repartir en voiture, il est nécessaire de faire demi-tour directement sur le quai.
L'association L’Étoile ferroviaire réalise un chantier de remise en état du site en 2024.
La gare des Cabrils a conservé, quelques années durant, le titre non officiel de gare SNCF en service la moins fréquentée en nombre de voyageurs. 92 usagers furent enregistrés en 2015 et 228 le furent en 2021. Depuis, d'autres haltes en service se sont distinguées par leurs chiffres de fréquentation annuels inférieurs, à l'image de Bena-Fanès (65 voyageurs en 2023).
Le 15 septembre 2023, le tunnel des Cabrils subit des dommages suite à une inondation provoquée par un épisode cévenol. D’importants travaux sont réalisés et la ligne rouvre début janvier 2024.

## Fréquentation
De 2015 à 2023, selon les estimations de la SNCF, la fréquentation annuelle de la gare s'élève aux nombres indiqués dans le tableau ci-dessous.
| Année           | 2015 | 2016 | 2017 | 2018 | 2019 | 2020 | 2021 | 2022 | 2023 |
| --------------- | ---- | ---- | ---- | ---- | ---- | ---- | ---- | ---- | ---- |
| Voyageurs seuls | 92   | 75   | 107  | 110  | 221  | 144  | 228  | 318  | 164  |

## Service des voyageurs

### Accueil
Halte SNCF, c'est un point d'arrêt non géré (PANG) à entrée libre.

### Desserte
Les Cabrils est desservie par des trains TER Occitanie de la relation Béziers - Saint-Chély-d'Apcher, ou Millau.

## Patrimoine ferroviaire
L'ancien bâtiment voyageurs a été réaffecté en habitation privée.

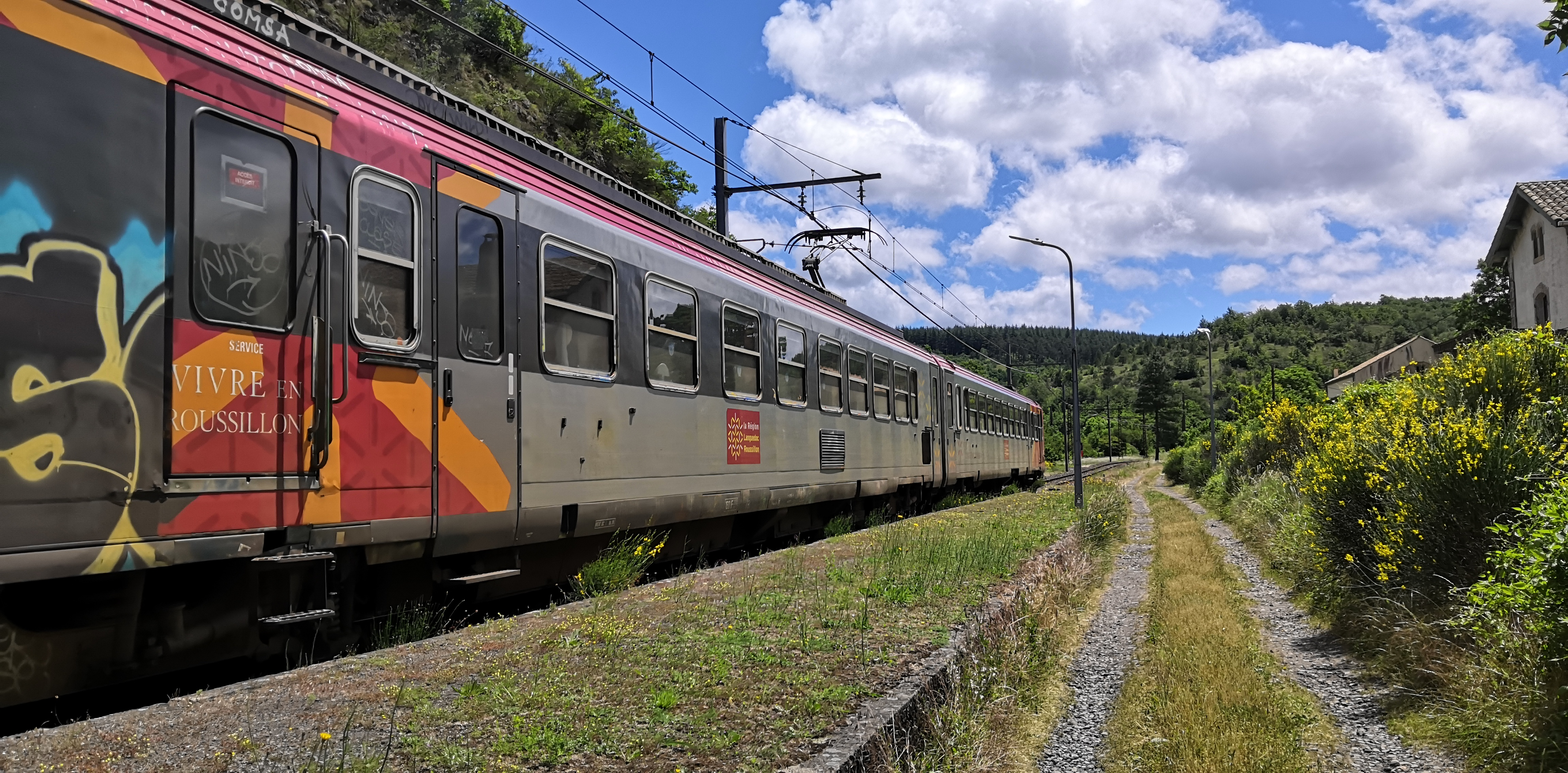
Un TER arrêté en gare.
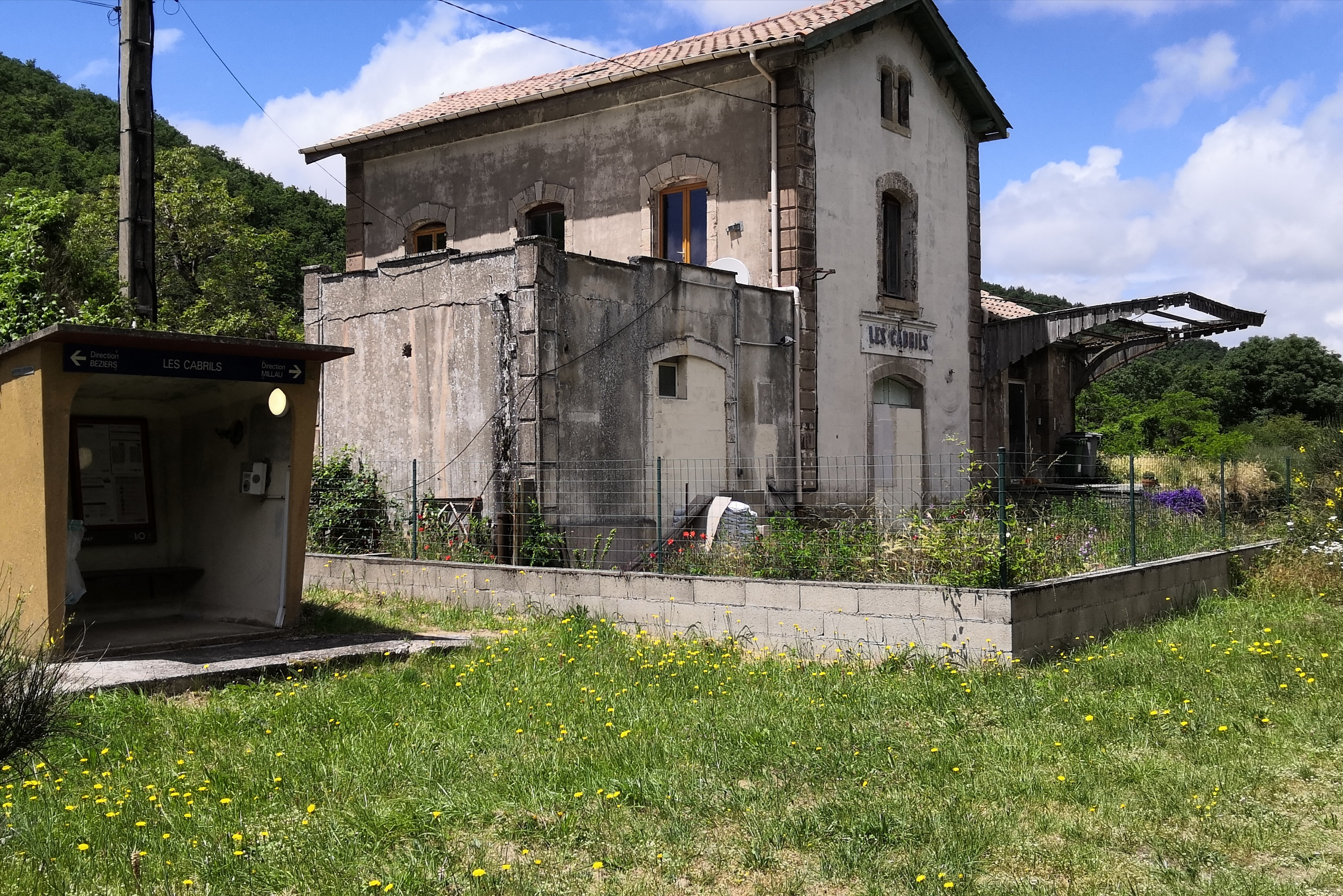
L'ancien bâtiment voyageurs jouxte l'abri actuel.
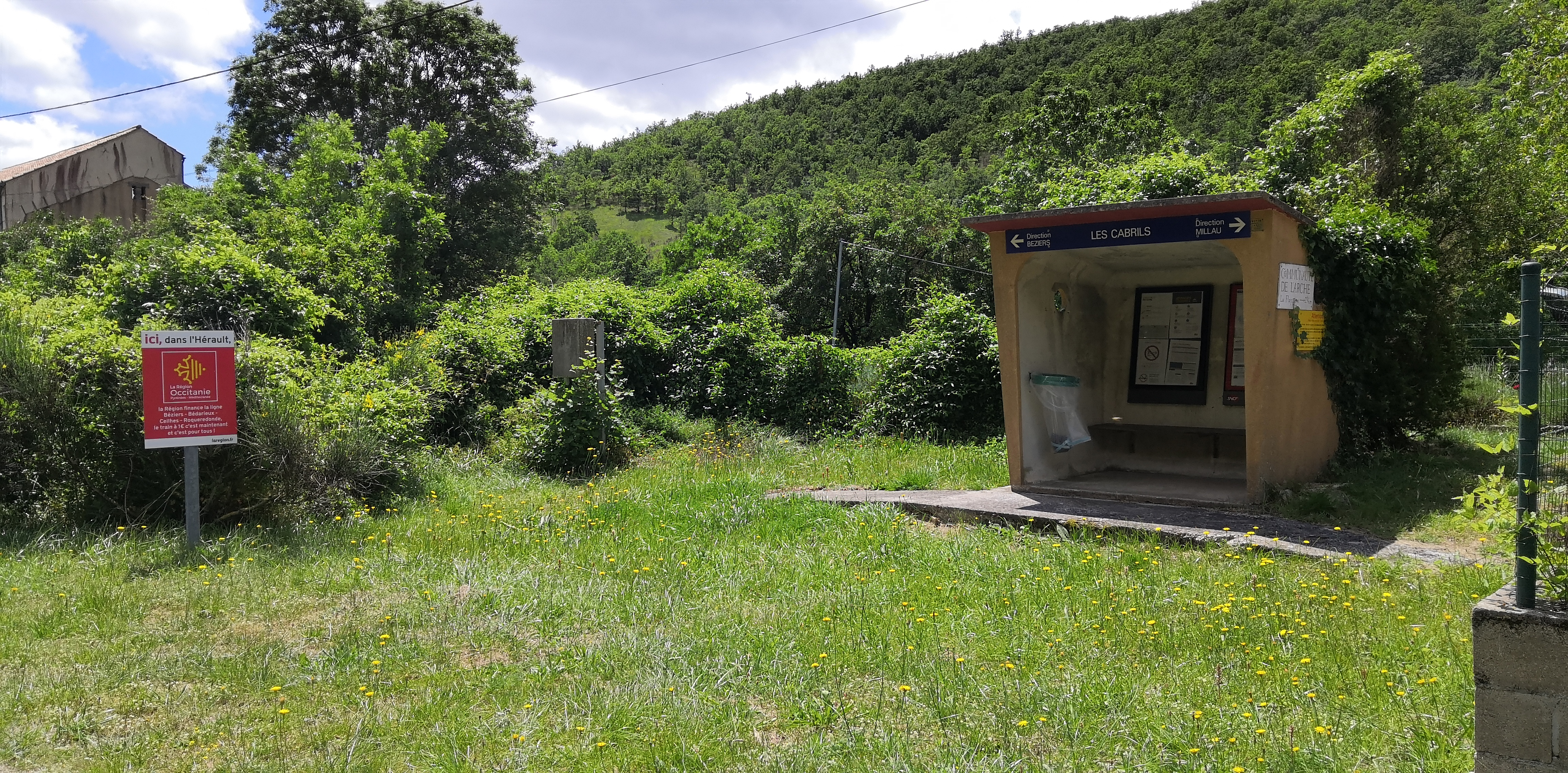
Abri voyageurs.